# Gougued
Gougued est une ville de la Préfecture Golpayegan, dans la province d'Ispahan, en Iran. Les habitants de Gougued parlent Persan.